# Mezopotámské tažení
Mezopotámské tažení byla válečná kampaň vedená v průběhu první světové války na blízkovýchodním válčišti, při níž bojovala na jedné straně vojska Trojdohody, především indické jednotky Britského impéria, a na druhé straně vojska Centrálních mocností představovaná zejména armádou Osmanské říše.

## Pozadí
Osmanská říše si mezopotámskou oblast sice podmanila počátkem 16. století, neměla však nad ní nikdy plnou kontrolu. Vzhledem k tomu, že karavany potřebovaly až čtyři měsíce, než se dostaly do hlavního města říše Istanbulu, neprojevovali Osmané ani snahu vybudovat účinný správní systém. Tuto situaci měla vyřešit řada reforem vyhlášených v roce 1839. V roce 1888 byly zahájeny práce na železničním spojení Berlín– Bagdád. V roce 1915 byla již trať téměř hotova a cesta z Istanbulu do Bagdádu se zkrátila na 21 dnů.

Výhradní práva k využívání ropných ložisek v celé perské říši s výjimkou provincií Ázerbájdžán, Ghilan, Mazendaran, Asdrabad a Chorásán vlastnila Anglo-perská naftařská společnost. V roce 1914, před započetím války uzavřela britská vláda se společností smlouvu na dodávky nafty pro námořnictvo.
Osmanská říše neočekávala v tomto regionu žádné velké vojenské akce.

Operační prostor Mezopotamské kampaně byl omezen na oblast mezi řekami Eufrat a Tigris. Hlavním problémem byly přesuny zásob a vojáků přes močály a pouště, jež tento prostor obklopují.

Krátce po vypuknutí války v Evropě vyslali Britové vojenské jednotky na ochranu Ábádánu, kde byla jedna z nejstarších ropných rafinérií na světě. Britské operační plánování zahrnovalo i pozemní jednotky umístěné v oblasti Šatt al-Arab. K obraně oblasti byla z Britské indické armády vyčleněna posílená 6. indická pěší divize (Poona) jako Indický expediční sbor.

Osmanská říše měla v regionu umístěnu 4. armádu tvořenou dvěma sbory: XII. sbor skládající se z 35. a 36. divize v Mosulu a XIII. sbor tvořený 37. a 38. divizí v Bagdádu.
Dne 29. října 1914, po úniku bitevních křižníků Goeben a Breslau, ostřeloval lehký křižník Breslau ruský přístav Feodosii v Černém moři. Následujícího dne změnilo vrchní velení v Istanbulu názor na rozložení sil a 2. listopadu vyjádřil velkovezír Saíd Halim paša spojencům lítost nad operacemi námořnictva. Ruský ministr zahraničních věcí Sergej Sazonov však prohlásil, že je příliš pozdě a Rusko považuje tento čin za válečný akt. Turecký kabinet se snažil vysvětlit, že nepřátelský akt provedli bez svolení němečtí důstojníci sloužící u námořnictva. Spojenci však trvali na reparacích pro Rusko, propuštění německých důstojníků z křižníků Goeben a Breslau, a internaci německých válečných lodí až do konce války. Ale dříve než stačila osmanská vláda zareagovat, vyhlásily Velká Británie a Francie 5. listopadu Osmanské říši válku. Oficiální vyhlášení války přišlo dne 14. listopadu.
Když Bergmannovou ofenzivou započala ruská Kavkazská kampaň, poslal Enver Paša na Kavkaz na podporu 3. armády 37. divizi a velení XIII. sboru. Celý XII. sbor byl vyslán na Sinajsko-palestinské bojiště. Velitelství 4. armády bylo přesunuto do Sýrie místo velitelství 2. armády, jež se přemístilo do Istanbulu. Velení íránské oblasti tak zbyla místo 4. armády pouze 38. divize.

Mezopotámie měla u osmanského velení nízkou prioritu. Pluky XII. a XIII. sboru byly udržovány na nízkých mírových stavech. Velitelem se stal podplukovník Süleyman Askeri bej, který přesunul části 38. divize k Šatt al-Arabu. Zbytek obranných sil byl umístěn v Basře. Osmanský generální štáb dokonce ani nevlastnil pořádné mapy Mezopotámie. Jelikož snahy nakreslit mapu za pomoci lidí, kteří v Iráku před válkou pracovali, selhaly, byl Enver Paša nucen zakoupit dvě německé mapy v měřítku 1:1 500 000.

## Průběh operací

### 1914

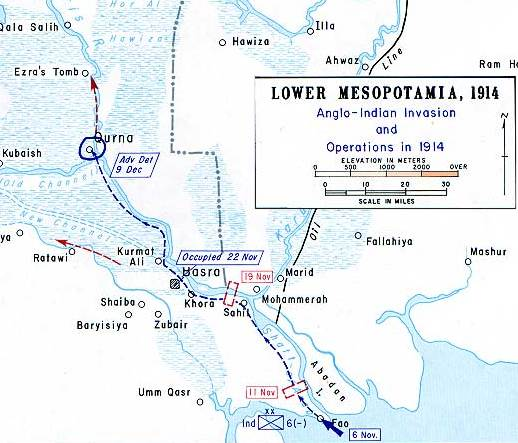
Britsko-indické operace v roce 1914

Britská ofenziva začala 6. listopadu 1914 ostřelováním staré irácké pevnosti Fao (Al Faw), jež ležela v místech, kde se Šatt al-Arab vlévá do Perského zálivu, z děl britského námořnictva. Vyloďování britského Indického expedičního sboru tvořeného 6. indickou pěší divizí, jemuž velel generálplukovník Arthur Barrett a jehož politickým komisařem byl sir Percy Cox, bránilo 350 osmanských vojáků se čtyřmi děly. Během jednoho dne se celá divize vylodila a její jednotky vyrazily k Basře.

22. listopadu dobyly britské jednotky po krátké bitvě Basru, kterou bránily necelé 3000 arabských odvedenců spadajících pod irácké oblastní velitelství. Velel jim Sufi paša, kterého krátce po dobytí Basry Britové zadrželi a spolu s 1200 dalšími zajatými vojáky uvěznili. Hlavní část osmanské armády pod velením Halil paši se nacházela 450 km severněji v okolí Bagdádu. Jejich pokusy o vytlačení britských jednotek byly chabé a neúčinné.

### 1915

Operace v roce 1915
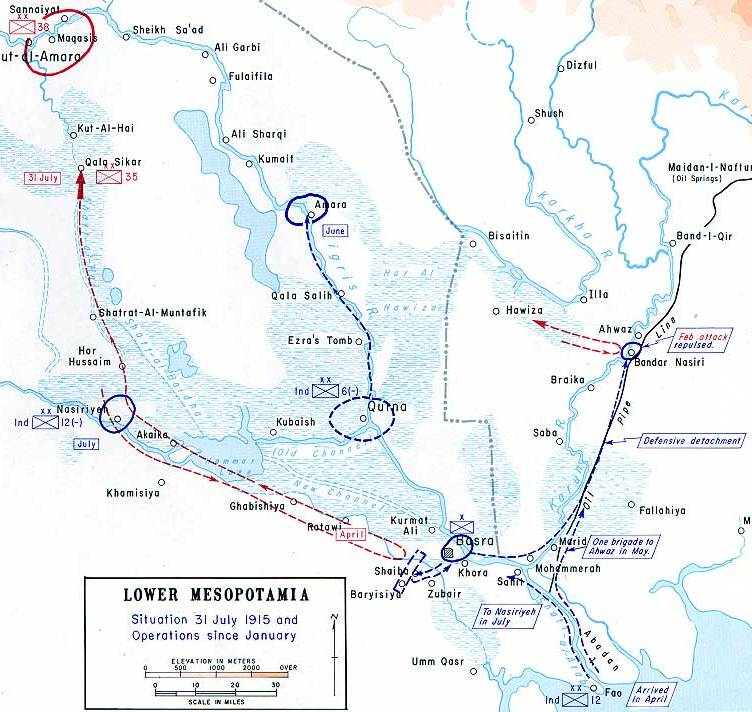
Červenec, britská ofenziva
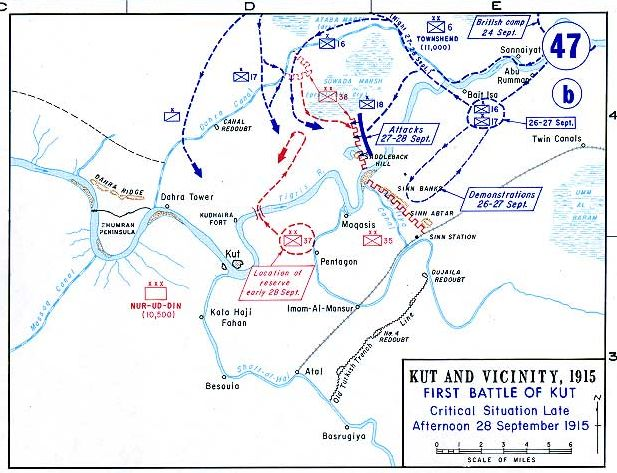
Září, britská ofenziva
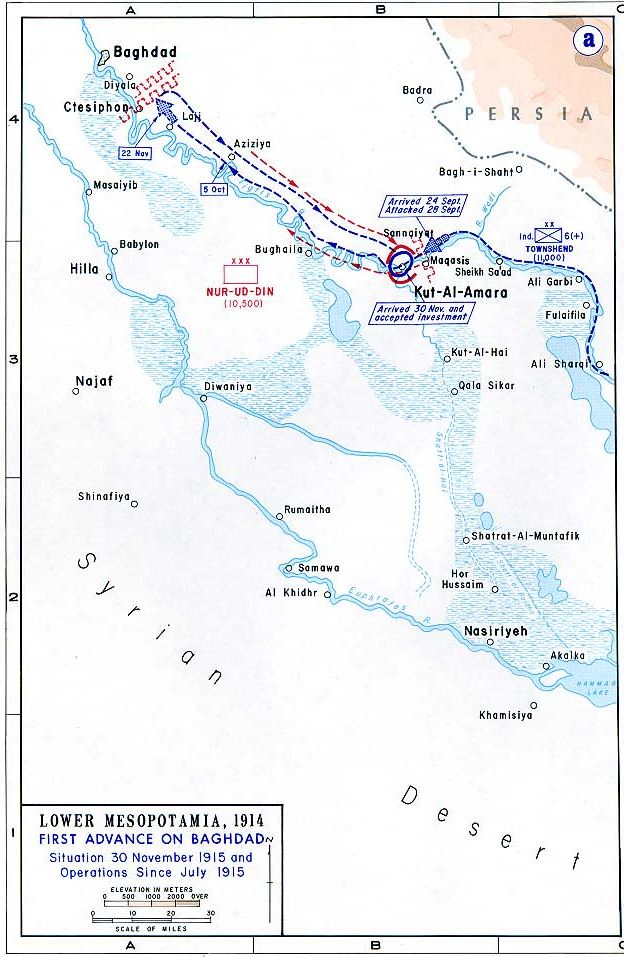
Listopad, britská ofenziva
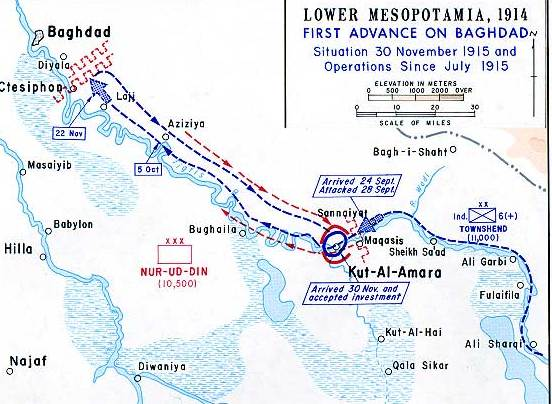
Listopad, britská ofenziva (detail)
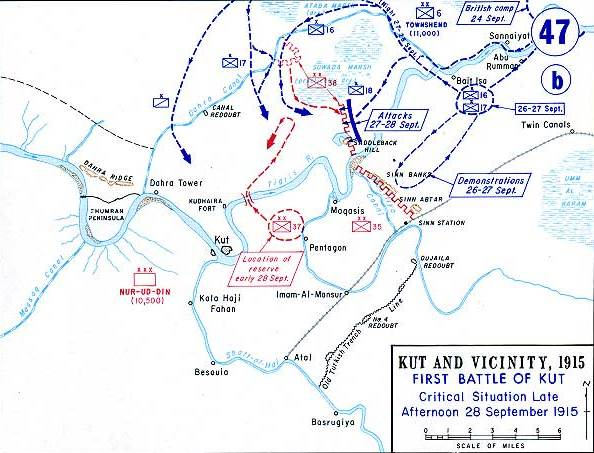
Prosinec, obléní Kut-al-Amary

2. ledna 1915 převzal velení irácké oblasti Süleyman Askeri bej. Osmanská armáda neměla v té době k dispozici žádné síly, jež by do této oblasti mohla přesunout, protože oblasti jako Gallipoli, Kavkaz či Palestina měly u velení vyšší prioritu. Süleyman Askeri bej proto napsal arabským šejkům ve snaze sjednotit je k boji proti britským vojskům a znovu, a za každou cenu dobýt zpět Šatt al-Arab.

12. dubna časně zrána napadl Süleyman Askeri bej s 3800 muži britský tábor u Šaiby (Shaiba). Síly, jež mu poskytli šejkové, nepředvedly žádné zvláštní výsledky, zato turecká pěchota provedla během dvou dnů řadu odhodlaných útoků na opevněné britské ležení. Poté, co britské jezdectvo provedlo protiútok, Süleyman Askeri bej zavelel k ústupu, jenž skončil až 120 km proti proudu řeky u Hamisiye. Osmanské síly ztratily při této akci 1400 mužů, z čehož 1000 bylo zabito či zraněno a 400 padlo do zajetí. Nepřítel se zmocnil i dvou polních děl. Sám Süleyman Askeri bej byl u Šaiby zraněn. Zdrcen porážkou a osobním neúspěchem se v bagdádské nemocnici zastřelil. Ve funkci velitele íránské oblasti jej nahradil Nureddin paša, jenž byl do této hodnosti jmenován 20. dubna 1915. Nureddin paša byl jedním z nemnoha důstojníků, kteří dosáhli vysoké vojenské hodnosti, aniž vystudovali vojenskou školu. Měl však bohaté bojové zkušenosti.

Vzhledem k neočekávanému úspěchu přehodnotilo britské velení svůj plán a v dubnu 1915 vyslalo generála Johna Nixona, aby se ujal velení kampaně. Nixon nařídil generálu to Charlesi Vere Ferrers Townshendovi, aby postupoval ke Kut-al-Amaře, případně, bude-li to možné, až k Bagdádu. Townshend a jeho malá armáda postupovali proti proudu Tigridu a přitom odráželi osmanské útoky, které je měly zastavit.
Enver paša se obával případného pádu Bagdádu. Uvědomil si chybu, jíž bylo podcenění významu Mezopotámského tažení. Nařídil proto 35. divizi pod velením Mehmet Fazıl paši, aby se navrátila do svého starého působiště, tedy do Mosulu. 38. divize byla reorganizována. 5. října 1915 vznikla 6. armáda, jejímž velitelem se stal 76letý německý polní maršál Colmar von der Goltz, známý vojenský historik, který napsal několik klasických knih o válečných operacích a který po řadu let působil v osmanské říši jako vojenský poradce. Von der Goltz však dlel v Trácii, kde velel 1. armádě, a trvalo mu nějaký čas, než se dostal na mezopotámské bojiště. Irácké oblasti tak mezitím velel bývalý velitel Nureddin paša.

22. listopadu se Townshend a Nureddin střetli v bitvě u Ktésifónu, jenž leží 40 km od Bagdádu. Boje trvaly pět dní a skončily nerozhodně, když se v nastalé patové situaci vojska obou stran stáhla z bojiště. Townshend došel k názoru, že je třeba stáhnout veškeré síly. Nicméně když Nureddin zjistil, že se Britové stahují, zastavil ústup svých jednotek a vydal se po stopách Britů.  Townshend ustoupil se svým vojskem spořádaně až ke Kut-al-Amaře, kde velel zastavit a opevnit pozice. Nureddin pokračoval se svým XVIII. sborem, složeným z 45. a 51. divize a z 2. kmenové jízdní brigády dál ve snaze Brity obklíčit. Vyčerpané a prořídlé britské vojsko dokončilo stahování do obranných pozic u Kut-al-Amary 3. prosince. Nureddin obklíčil britské pozice a poslal zbytek svých sil dál po řece, aby obklíčené jednotky odřízl od případné britské pomoci.

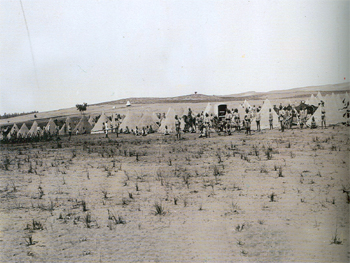
Polní velitelství 6. armády

7. prosince započalo obléhání Kut-al-Amary. Z osmanského pohledu zabránilo obléhání Kut-al-Amary 6. armádě v dalších operacích. Z britského pohledu byla obrana Kut-al-Amary chybou a vojska se měla stáhnout do Basry. Kut-al-Amara byla izolovaná, šlo ji sice bránit, nikoli však zásobovat. Von der Goltz pomohl osmanským silám vybudovat kolem Kut-al-Amary obranné pozice. 6. armáda byla reorganizována do dvou sborů, XIII. a XVIII., a Nureddin paša předal velení von der Goltzovi. Reorganizovaná 6. armáda oblehla britské pozice. Nová opevnění zřízená níže po řece zabránila všem pokusům vysvobodit Townshendova vojska z obklíčení. Townshendovy návrhy na průlom byly zpočátku Nixonem zamítnuty, posléze však polevil. Na příkaz generálporučíka Fentona Aylmera sestavil Nixon záchranný sbor, s nímž se třikrát pokusil prolomit obklíčení. Všechny tři pokusy však ztroskotaly.

### 1916
20. ledna nahradil Enver paša Nureddina pašu plukovníkem Halil Kut pašou. Nureddin paša totiž odmítal spolupracovat s německým velitelem. Poslal ministerstvu války telegram, v němž stálo: „Irácká armáda již prokázala, že nepotřebuje Goltz pašovy vojenské znalosti...“

Po prvních neúspěších nahradil Nixona generál Percy Lake. Obleženým britským jednotkám bylo z letadel shozeno menší množství zásob, jež však rozhodně nepostačovalo k nasycení celé posádky. Halil Kut paša tlačil Brity, aby si vybrali mezi strádáním a kapitulací. Britské jednotky se však i přesto pokoušely prolomit obležení.

V období leden-březen 1916 podnikli jak Townshend, tak Aylmer několik pokusů o proražení blokády. Byly to: bitva u Šejch Sa’adu, bitva o vádí, bitva u průsmyku Hanna a bitva o pevnost Dudžajla. Tyto pokusy však nebyly úspěšné ve smyslu dosažení cíle a vyžádaly si značné oběti. Obě strany utrpěly citelné ztráty.

V únoru byl osmanský XIII. sbor posílen 2. pěší divizí. Townshendovým jednotkám v Kut-al-Amaře docházely potraviny i naděje. Mezi vojáky se rychle šířily nemoci, jež nebylo možné na místě léčit.

19. dubna zemřel polní maršál von der Goltz na choleru.

24. dubna se kolesový parník Julnar pokusil prorazit do Kut-al-Amary po vodě, ale neuspěl.

29. dubna 1916 se Townshend spolu s 8000 vojáky vzdal Turkům. Byla to kapitulace do té doby největšího počtu britských vojáků v historii. 

Britové pohlíželi na ztrátu Kut-al-Amary jako na ostudnou porážku. O to spíš, že k ní došlo pouhé čtyři měsíce po porážce v bitvě o Gallipoli. Téměř všichni velitelé, kteří neuspěli ve snaze pomoci Townshendovi, byli zbaveni velení. Turci dokázali, že umí udržet obranné pozice i proti přesile.

### 1917

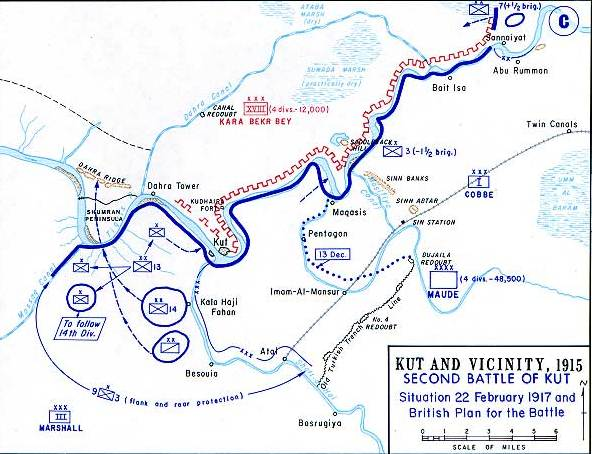
1917, armáda generála Maudea dobývá Kut-al-Amaru.

Britové odmítli ponechat tuto porážku bez odezvy, a tak nový velitel generálporučík Frederick Stanley Maude obdržel dodatečné lidské i materiální posily. Během následujících šesti měsíců cvičil a organizoval svoji armádu. Turecká 6. armáda ve stejném období naopak zeslábla. Halil Kut paša totiž obdržel tak málo posil, že byl nucen rozpustit zesláblou 38. divizi a jejími vojáky posílil 35., 46., 51. a 52. divizi.

Maudeova ofenziva začala 13. prosince 1916. Britské jednotky postupovaly po obou březích Tigridu a cestou vytlačovaly turecké síly z řady opevněných pozic. Ofenziva generála Maudea byla metodická, organizovaná a úspěšná. Halil Kut paša soustředil většinu svých sil v oblasti Kut-al-Amary. Maude však přesunul své postupující jednotky na druhý břeh Tigridu, a tak většinu tureckých sil prostě obešel. Turecký XVIII. sbor unikl úplnému zničení jen za cenu zoufalých bojů s britským zadním vojem.

Počátkem března stanuly britské síly na okraji Bagdádu. Bagdádská posádka, jež byla pod přímým velením velitele bagdádské provincie Halil Kut paši, se snažila britský postup zastavit na řece Dijale, ale generálu Maudeovi se podařilo turecké síly přelstít, zničit osmanský pluk a obsadit osmanské obranné pozice. Halil Kut paša se svými jednotkami opustil ve zmatku město. 11. března 1917 vstoupily britské jednotky do Bagdádu, kde byly vítány jako osvoboditelé.

Při osvobozování Bagdádu sehrála významnou roli Britská Indická armáda. Ve zmatku při tureckém ústupu byla zajata značná část (na 15 000 vojáků) osmanské armády. Týden po pádu města vydal generál Maude často citovanou Bagdádskou proklamaci (en), jež obsahovala známou větu: „Naši vojáci nepřicházejí do vašich měst a zemí jako dobyvatelé, ale jako osvoboditelé.“

Halil Kut paša odvedl svoji pošramocenou 6. armádu proti proudu Tigridu a svůj hlavní stan zřídil v Mosulu. Měl k dispozici 30 000 mužů, s nimiž se měl bránit Maudeovi. V dubnu obdržel ještě 2. pěší divizi, ale turecká strategická pozice byla na jaře 1917 celkově špatná. Po dobytí Bagdádu Maude zastavil svůj postup. Cítil, že jeho zásobovací trasy jsou příliš dlouhé, letní podmínky v oblasti činily tažení obtížné, a navíc neobdržel posily, o něž žádal.

Generál Maude zemřel na choleru 18. listopadu. Nahradil jej generál William Marshall, který až do zimy zastavil veškeré operace.

### 1918

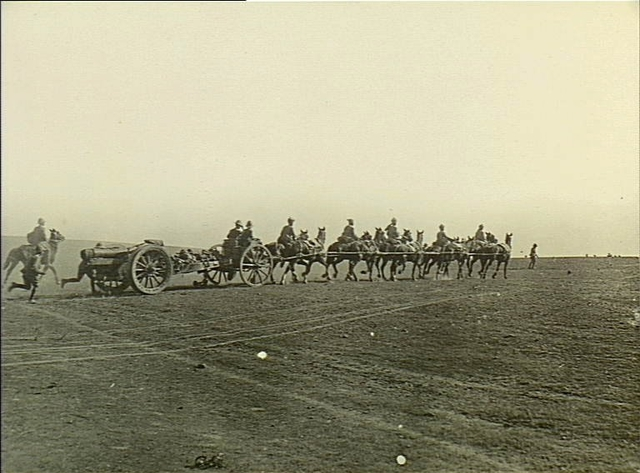
Britské jednotky urazily 120 km k řece Malý Zab za pouhé dva dny.

Britové pokračovali ve své ofenzivě v únoru 1918 zabráním města Hítu a bitvou u Chan al Bagdádi na Eufratu v březnu a dobytím města Kifri v dubnu. Po zbytek roku 1918 přesouvali Britové své síly na podporu bitvy u Megida v rámci Sinajsko-palestinské kampaně. Generál Marshall přesunul část svých jednotek na východ, aby podpořil letní operace generála Lionela Dunstervilla v rámci Perského tažení. Boje v Mezopotámii již nebyly na pořadu dne.
Na přelomu října začalo mezi Spojenci a osmanskou říší vyjednávání o příměří. Generál Marshall se držel instrukcí britského ministerstva války, jež zněly „maximálně se snažit, aby byl na Tigridu zaznamenán co největší úspěch, než zazní hvizd píšťalky“. Proto nařídil poslední ofenzivu tažení. Generál Alexander Cobbe vyrazil se svými jednotkami z Bagdádu 23. října 1918 a během dvou dní překonal 120kilometrovou vzdálenost k řece Malý Zab, kde očekával, že narazí na jednotky turecké 6. armády, jimž velel Ismail Hakki bej, a střetne se s nimi. Vybojoval s nimi bitvu u Šarkatu. při níž se mu vzdala téměř celá turecká armáda.

## Příměří z Mudrosu
30. října 1918 bylo v Mudrosu na řeckém ostrově Lémnos podepsáno mezi Spojenci a osmanskou říší příměří, jež na Blízkém východě ukončilo válečné akce 1. světové války. Obě válčící strany uznaly své stávající pozice. Generál Marshall přijal téhož dne kapitulaci Halila Kuta paši a osmanské 6. armády, Nicméně generál Cobbe se nezastavil na své pozici a pokračoval přes turecké protesty dál směrem na Mosul. Britské jednotky vstoupily bez odporu do Mosulu 14. listopadu 1918. Vlastnictví Mosulské provincie a jejích bohatých ropných polí se tak stalo mezinárodním problémem.
Válka v Mezopotámii skončila 14. listopadu 1918. Bylo to 15 dní po uzavření Příměří z Mudrosu a den po obsazení Istanbulu.

Velitelé
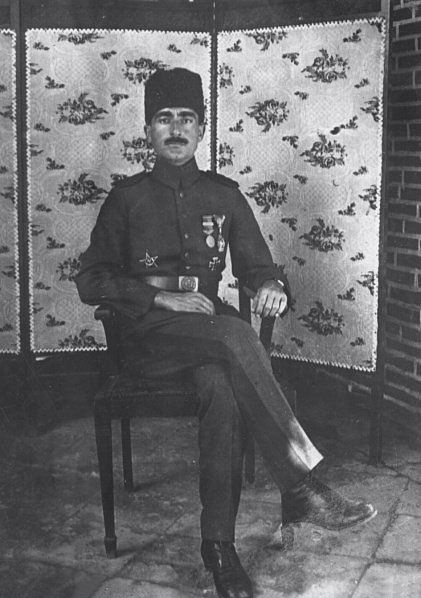
Halil Kut paša
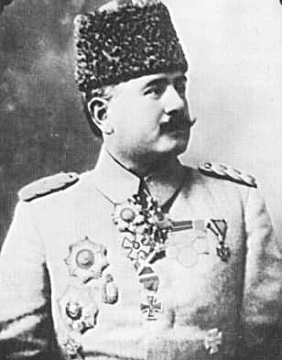
Kâzım Karabekir paša
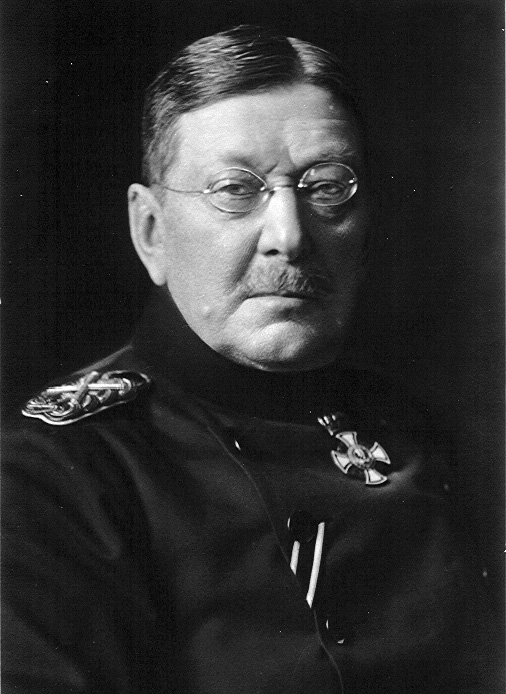
polní maršál Colmar Freiherr von der Goltz
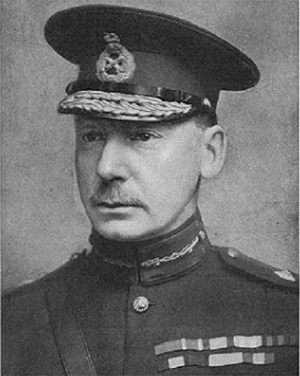
generál sir Charles Vere Ferrers Townshend